# Echthroplexiella niveicornis
Echthroplexiella niveicornis är en stekelart som beskrevs av Hoffer 1963. Echthroplexiella niveicornis ingår i släktet Echthroplexiella och familjen sköldlussteklar. Inga underarter finns listade i Catalogue of Life.